# Деспотово
Деспотово (серб. Деспотово) — село в Сербії, належить до общини Бачка-Паланка Південно-Бацького округу в багатоетнічному, автономному краю Воєводина.

## Населення
Населення села становить 2120 осіб (2002, перепис), з них:
- серби — 1863 — 88,88%;
- словаки — 46 — 2,19%;
- хорвати — 43 — 2,05%;

Решту жителів  — з десяток різних етносів, зокрема: роми, румуни, німці і кілька десятків русинів-українців.